# Guillaume de Lisle (homme politique)
Pour les autres membres de la famille, voir Famille de Lisle.
Pour le prélat, voir Guillaume de Lisle.
Guillaume de Lisle (1638-1693), écuyer, seigneur de La Nicollière, fut maire de Nantes de 1685 à 1688.

## Biographie
Guillaume de Lisle est le fils d'Antoine de Lisle, conseiller du Roi, député de Nantes aux États de Vannes, et de Jeanne Marteau de La Martellière.
Il est le gendre de François Lorido.
Il est conseiller du roi, avocat au présidial, juge-garde de la Monnaie et capitaine de la milice bourgeoise.